# DaFoo
daFoo (* 29. Oktober 1971 Aarburg, bürgerlicher Name David Bhend) ist ein Schweizer Sänger und Songwriter. Verschiedene Songs von ihm waren in den Musikcharts, sein bester Song «40 Days» erreicht in den Schweizer Musikcharts Platz 59.

## Leben
In den folgenden Jahren schafften es die Singles «You Lift Me Up» auf Platz 72 und «40 Days» auf Platz 59 der Schweizer Hitparade; bei Spotify Viral landete «40 Days» auf Platz 3.
2018 wurde daFOO vom UK-Journalisten Tony Cummings entdeckt, der ihn als «Hitmaker from Switzerland» bezeichnete. Die Singles «You Lift Me Up», «Cryptical» und «One in A Million» wurden von verschiedenen Radiostationen in Grossbritannien und im arabischen Raum gespielt.
Ein Jahr später veröffentlichte daFOO den von Pele Loriano produzierten Song «Shalom & Salem». Bei diesem Friedenssong wirkten Reggae-Rapper Benjah aus den USA und die Dance Crew «The Art of Generations» aus der Schweiz mit; das Video wurde von Phil Arber gedreht.

## Diskographie

### Alben
- 2015: everydayeyes[4]
- 2021: This Is Not the End

### Singles
- 2017: You Lift Me Up[5]
- 2017: 40 Days[5]
- 2019: Sahlom & Salem[6]
- 2020: Starboy[5]
- 2020: Love is like Parfum[5]
- 2020: Take your time[5]
- 2020: Starboy[5]